# Австрія на зимових Олімпійських іграх 1952
Австрія на зимових Олімпійських іграх 1952 була представлена 39 спортсменами у 7 видах спорту.

## Медалісти
| Медаль | Спортсмен       | Вид                 | Дисципліна         |
| ------ | --------------- | ------------------- | ------------------ |
| Золото | Отмар Шнайдер   | гірськолижний спорт | слалом             |
| Золото | Труде Байзер    | гірськолижний спорт | швидкісний спуск   |
| Срібло | Отмар Шнайдер   | гірськолижний спорт | швидкісний спуск   |
| Срібло | Христіан Правда | гірськолижний спорт | гігантський слалом |
| Срібло | Дагмар Ром      | гірськолижний спорт | гігантський слалом |
| Срібло | Гельмут Зайбт   | фігурне катання     | чоловіки           |
| Бронза | Христіан Правда | гірськолижний спорт | швидкісний спуск   |
| Бронза | Тоні Шпіс       | гірськолижний спорт | гігантський слалом |